# Torello (calcio)
Il torello è un gioco derivato dallo sport del calcio.

## Regolamento
- Si usa un pallone da calcio.
- Il numero di giocatori varia da 3 a 15.[1]
- Il terreno di gioco può essere sia all'aperto che al chiuso.[1]
- Non esistono misure precise per il terreno di gioco: deve però essere sufficientemente grande da poter giocare la palla con comodità.

## Obiettivo
- I giocatori si dispongono a formare un cerchio al centro del quale si posizionano uno o più giocatori.
- I giocatori del cerchio si passano la palla cercando di evitare che i giocatori al centro la tocchino.
- Se un giocatore centrale tocca la palla, cambia di posto con il giocatore del cerchio che si è fatto intercettare il passaggio.

### Varianti
- Vi sono alcune regole secondarie:
  - Il giocatore centrale può toccare la palla solo dopo che i componenti del cerchio l'abbiano giocata per due volte.
  - Se la palla passa tra le gambe del giocatore centrale, questi rimane al centro per tre giri consecutivi.
  - Si può limitare il numero di tocchi per i giocatori del cerchio, ad uno o due.
  - I giocatori in cerchio non possono passare la palla ai compagni immediatamente a fianco.